# 압탄딜 코리제
압탄딜 게오르기예비치 코리제(러시아어: Автанди́л Георгие́вич Кори́дзе, 조지아어: ავთანდილ გიორგის ძე ქორიძე 아프탄딜 기오르기스 제 코리제, 1935년 4월 15일~1966년 4월 11일)는 소련의 레슬링 선수이다. 1960년 하계 올림픽 그레코로만형 라이트급에서 금메달을 획득했고 1961년 세계 선수권 대회에서 우승했다.